# Kərim Cəfərov
Kərim Cəfərov (ur. 24 stycznia 1995) – azerski zapaśnik walczący w stylu klasycznym. Zajął dziesiąte miejsce na igrzyskach europejskich w 2019. 
Drugi na MŚ U-23 w 2018. Wygrał MŚ kadetów w 2012 i trzeci w 2011. Pierwszy na ME kadetów w 2010 i 2011; drugi w 2012 roku. 